# Mistral (album)
Pour les articles homonymes, voir Mistral.
Albums de Soso Maness
Rescapé
(2019) Avec le temps
(2021)
Mistral est le deuxième album du rappeur français Soso Maness sorti le 5 juin 2020.

## Liste des pistes
| 1.    | Mistral                                       | Dr Devil, Evelyne Girardon   | 3:15 |
| 2.    | Pinpon                                        | Kozbeatz                     | 3:19 |
| 3.    | Qu'est-ce qu'ils connaissent ? (feat. Lacrim) | Ladjoint                     | 2:46 |
| 4.    | Balance                                       | DONBEATZ_, Ladjoint          | 1:50 |
| 5.    | Dans mes rêves                                | Kore, Aurélien Mazin, NASKID | 2:40 |
| 6.    | F****d Up                                     | Chilea's                     | 3:00 |
| 7.    | Zodiaque (feat. DA Uzi)                       | RJacks & Masta               | 3:00 |
| 8.    | Le sang appelle le sang                       | DONBEATZ_, Ladjoint          | 2:29 |
| 9.    | Interlude                                     | Ladjoint, Olivier El Bahri   | 2:14 |
| 10.   | Boussole (feat. Alonzo)                       | Kozbeatz, Heezy Lee          | 2:23 |
| 11.   | So Maness                                     | Ladjoint, 3 Monkeyzz         | 2:39 |
| 12.   | DDD (feat. Hornet La Frappe)                  | DONBEATZ_, Ladjoint          | 2:48 |
| 13.   | Bilal                                         | DONBEATZ_, Ladjoint          | 3:27 |
| 14.   | Sadio Maness                                  | Ladjoint                     | 2:31 |
| 15.   | Écouté par les vrais                          | Curtis, Ladjoint             | 3:18 |
| 16.   | Tout pour la FM                               | Nour                         | 2:20 |
| 43:59 |                                               |                              |      |

## Clips vidéos
- Le sang appelle le sang : 29 janvier 2020
- So Maness : 6 mars 2020
- DDD (feat. Hornet La Frappe) : 3 avril 2020
- Mistral : 5 mai 2020
- Dans mes rêves : 5 juin 2020
- Interlude : 23 juin 2020
- Zodiaque (feat. DA Uzi) : 29 juillet 2020

## Titres certifiés en France
- So Maness  Diamant[3]
- Zodiaque (feat. DA Uzi)  Or[4]

## Classements et certifications

### Classements hebdomadaires
| Classements (2020)           | Meilleure position |
| ---------------------------- | ------------------ |
| France (SNEP)                | 2                  |
| Belgique (Wallonie Ultratop) | 41                 |
| Suisse (Schweizer Hitparade) | 13                 |

### Certifications
| Région        | Certification | Ventes/Streams |
| ------------- | ------------- | -------------- |
| France (SNEP) | Or            | 50 000         |